# Hoplia laconiae
Hoplia laconiae är en skalbaggsart som beskrevs av Rudolph Petrovitz 1958. Hoplia laconiae ingår i släktet Hoplia och familjen Melolonthidae. Inga underarter finns listade i Catalogue of Life.